# Добро пожаловать в Энурмино!
«Добро́ пожа́ловать в Эну́рмино!» — документальный фильм, снятый режиссёром Алексеем Вахрушевым в 2009 году.
Лента, рассказывающая о жизни в самом крайнем северо-восточном селе России, участвовала в российских и международных кинофестивалях.

## Содержание

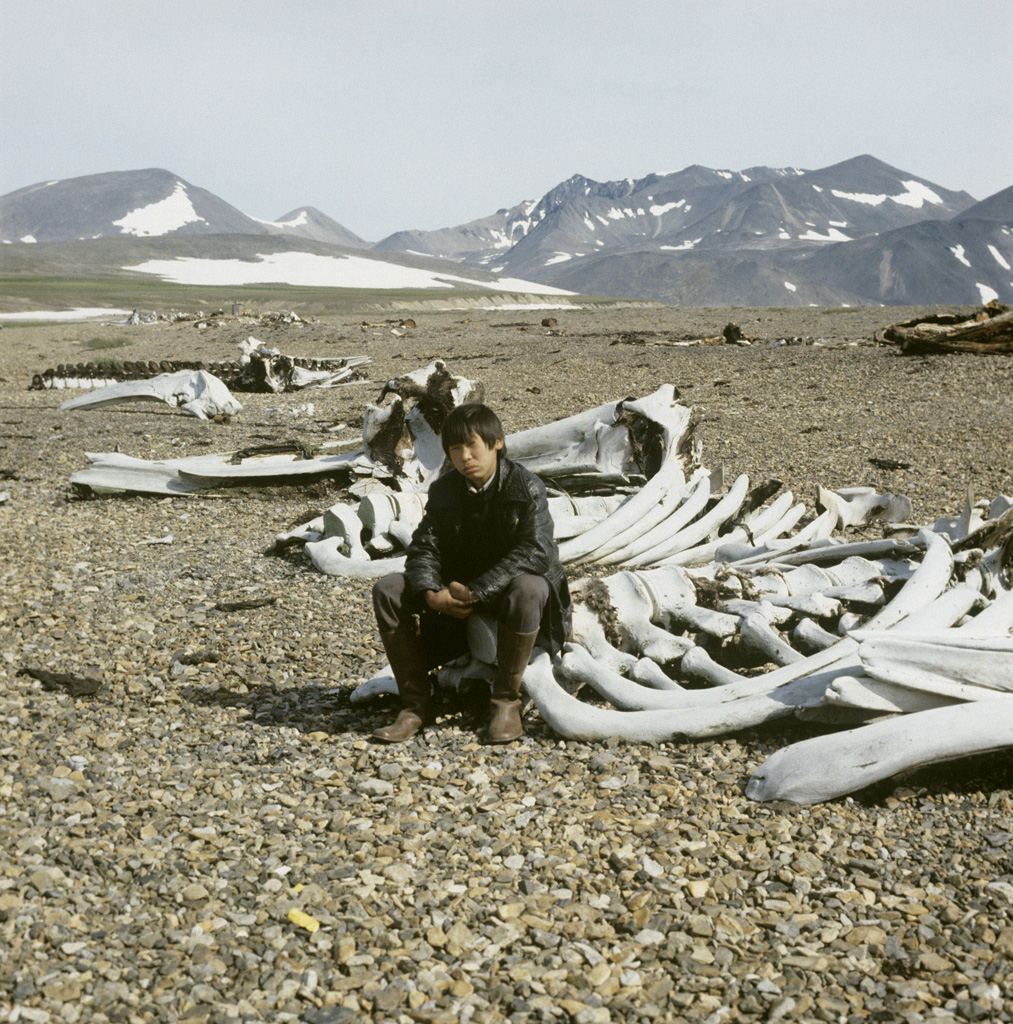
Чукотка

Герои фильма — люди, живущие на краю материка, в чукотском селе Энурмино. Среди них выделяется местный интеллигент и философ Борис Гытгырохин, работающий электриком. Борис убеждён, что в энурминской земле прячется горячий источник; если пробурить — можно будет устраивать здесь парники.
Мэр села Наталья занята строительством школы-сада под одной крышей. Разговаривая по телефону с районным начальством, она деликатно интересуется, пришлют ли в Энурмино учителей и воспитателей.
На мысе Нэттен, расположенном неподалёку от Энурмино, живёт семья Николая Ровтына. Прежде там размещалась метеостанция. Но в середине 1990-х годов Северный морской путь из Европы в Азию опустел, станцию закрыли, метеорологи уехали. Ровтын с женой и дочерьми заняли освободившееся помещение. По утрам жена Николая Яна кормит щенков. Собачьи упряжки здесь — единственный транспорт.
Население Энурмино – 314 человек, из них 310 – коренные жители Чукотки. Здесь не ведётся добыча полезных ископаемых,  нет  водопровода и канализации,  стройматериалов и запчастей,  промышленных товаров, угля, горюче-смазочных материалов, овощей, фруктов, кисло-молочной продукции. Добро пожаловать в Энурмино!
Фельдшер Раиса Николаевна Заганьшина приехала в Энурмино из Амурской области. Первое время жила в крошечной квартирке с одним стулом и кроватью. Раису беспокоит неустроенность местных жителей, рост суицида. Она считает, что сюда нужно прислать педагога-воспитателя для взрослых людей.
Энурминские охотники добыли моржа. К утру его превратили в рулеты — куски мяса, завёрнутые в моржовые шкуры. Это зимние запасы, они хранятся под землёй — в леднике, вырытом 50 лет назад. Но в последние годы вечная мерзлота тает, и леднику осталось жить недолго.
В селе безработица, но Климу повезло — его взяли в детский сад истопником. Топить приходится круглый год, потому что в Энурмино средняя температура летом +10 ˚С, зимой −20 ˚С .
Два с половиной месяца они снимали свой фильм, находясь в крайней северо-восточной точке России, на побережье Чукотского моря. Маленькое село, из которого можно выбраться только чудом. <…> Перспективы жизни здесь самые что ни на есть безрадостные…Александр Хорт

## Съёмочная группа
- Алексей Вахрушев — режиссёр
- Алексей Вахрушев, Борис Караджев (в титрах Борис Рабинович) — авторы сценария
- Никита Хохлов — оператор
- Андрей Зеленский, Любовь Терская — композиторы
- Юлия Трофименко — монтаж
- Денис Малый — звукорежиссёр
- Никита Хохлов — продюсер

## Награды и фестивали
- V кинофестиваль Национального географического общества «Все дороги» (Лос-Анджелес, 2008) — приз «За лучший полнометражный фильм»
- XIX Открытый фестиваль документального кино «Россия» (Екатеринбург, 2008) — приз «За операторское мастерство» и «Специальный приз жюри»[2]
- VIII Российский фестиваль антропологического фильма (2008) — приз «За лучшую работу режиссёра»[3]
- IX кинофестиваль в Санта-Фе (2008) — приз «За лучший фильм о коренном народе мира»
- XIV Международный фестиваль фильмов о правах человека «Сталкер» (2008) — приз представительства ООН в Российской Федерации[4]
- II Открытый фестиваль кинодокумента «Окно в Россию — XXI век» (Москва, 2008) — Главный приз
- II Международный Нильский кинофестиваль (Каир, 2008) — Гран-при
- Международный фестиваль документального кино «Флаэртиана» (Пермь, 2008) — участие в конкурсной программе[5]
- Национальная премия в области неигрового кино и телевидения «Лавровая ветвь» — номинации «Лучший полнометражный телевизионный фильм 2008 года» и «Лучший по профессии. Звукорежиссёр»[6]
- I Международный фестиваль документального кино «Арктика» (Москва, 2010) — приз «За лучшую работу режиссёра»[7]